# طريق بيروت دمشق
طريق بيروت الشام، أهم الطرق الدولية الواصلة مدينة دمشق بلبنان، أنشأ عام 1857 عبر شركة فرنسية خاصة أنشأت للمهمة، أسميت شركة طريق الشام العثمانية. يبلغ طول الطريق 112 كم، يربط مدينة دمشق بريفها الغربي ولبنان، كما يربط مدينة بيروت بالبقاع والمناطق الشرقية من البلاد؛ تعتبر نقطة المصنع الحدودية، هي الحد الفاصل بين الجزء السوري من الطريق، والجزء اللبناني.